# ذخائر العقبی
ذخائر العقبی فی مناقب ذوی القربی اثر محب‌الدین طبری دربارهٔ شرح‌حال اهل بیت، عموها، عموزادگان، فرزندان و نوادگان محمد، پیامبر اسلام است. بیشتر کتاب، دربارهٔ علی بن ابی‌طالب و نزدیکان اوست. طبری در این کتاب دربارهٔ لزوم محبت و اطاعت از اهل بیت با استفاده از منابع روایی اهل سنت سخن گفته‌است.